# Bolesław Czarniawski
Bolesław Czarniawski (russisch Болеслав Болеславович Чарнявский; * 27. Juli 1898 in Góra Kalwaria, Masowien; † 24. April 1961 in Moskau) war ein polnischer Offizier der sowjetischen Roten Armee und Generalleutnant der Polnischen Volksarmee.

## Leben
Bolesław Czarniawski diente während des Ersten Weltkrieges zunächst in der Kaiserlich Russischen Armee und trat nach der Oktoberrevolution 1917 der Roten Armee bei. Nach Kriegsende war er Absolvent der M.W. Frunse Militärakademie und fand in der Folgezeit zahlreichen Verwendungen als Offizier und Stabsoffizier wie zwischen Mai 1935 und August 1940 als Artilleriekommandeur des XIX. Schützenkorps. Im Anschluss war er von August 1940 bis Juni 1941 Instrukteur im Lehrgang für höhere Offiziere sowie zwischen Juni 1941 und August 1941 kurzzeitig Artilleriekommandeur des XXXXII. Schützenkorps. Danach fungierte er zwischen November 1941 und April 1942 als Artilleriekommandeur der 19. Armee sowie 1942 als Artilleriekommandeur der 32. Armee. Am 4. August 1942 wurde er zum Generalmajor der Artillerie der Roten Armee befördert. Im November 1942 wurde er Artilleriekommandeur der 70. Armee und verblieb in dieser Funktion bis August 1943, woraufhin er zwischen August und Oktober 1943 Artilleriekommandeur der 12. Armee war. Während einer darauf folgenden Verwendung von Oktober 1943 bis August 1944 Artilleriekommandeur der 2. Armee übernahm er zwischen Mai und August 1944 auch den Posten als Kommandant der Artillerieoffiziersschule in Barnaul. In diesen Stellungen wurde er am 1. Juli 1944 zum Generalleutnant der Artillerie der Roten Armee befördert.
Im letzten Jahr des Zweiten Weltkrieges wurde Czarniawski von der Roten Armee zur Polnischen Volksarmee abgeordnet. In dieser war er nacheinander vom 1. September 1944 bis 1945 Oberkommandierender der Artillerie der Volksarmee, 1945 Oberkommandierender der Artillerie sowie zuletzt vom 1. Mai 1945 bis September 1948 Chefinspekteur der Artillerie und wurde als solcher am 3. Mai 1945 auch Generalleutnant der Polnischen Volksarmee ernannt. Am 30. September 1948 kehrte er in die Sowjetunion zurück und war zwischen 1949 und 1956 Kommandeur der Artillerie eines Militärbezirks, ehe er zuletzt 1956 Instrukteur an der Frunse-Akademie wurde.
Für seine militärischen Verdienste wurde er mehrfach ausgezeichnet und erhielt unter anderem von der Volksrepublik Polen 1945 den Orden des Grunwald-Kreuzes Zweiter Klasse sowie 1946 das Goldene Verdienstkreuz der Volksrepublik Polen. Weiterhin wurde er 1946 Kommandeur des Ordens Polonia Restituta. Die Sowjetunion zeichnete ihn mit dem Leninorden, den Rotbannerorden, den Kutusoworden I. Klasse, den Orden des Roten Sterns, die Medaille „Sieg über Deutschland“, die Medaille „Für die Verteidigung Leningrads“ und die Medaille „20. Jahrestag des Sieges im Großen Vaterländischen Krieg 1941–1945“.

## Hintergrundliteratur
- Maciej Szczurowski: Dowódcy Wojska Polskiego na froncie wschodnim 1943–1945, Oficyna Wydawnicza „Ajaks“, Pruszków 1996, ISBN 83-87103-08-X.
- Henryk P. Kosk: Generalicja polska. Popularny słownik biograficzny, Band 1 (A–Ł) Oficyna Wydawnicza „Ajaks“, Pruszków 1998, ISBN 83-87103-81-0.
- Janusz Królikowski: Generałowie i admirałowie Wojska Polskiego 1943–1990, Band I (A–H), Toruń 2010, S. 274–276
- Piotr Stawecki: Generałowie polscy. Zarys portretu zbiorowego 1776–1945, Oficyna Wydawnicza ASPRA-JR, BELLONA SA, Warschau 2010, ISBN 978-83-7545-177-1, S. 193